# ビテュニア

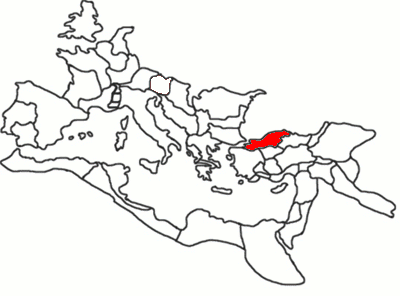
ビテュニア属州の位置（120年ごろのローマ帝国）

ビテュニア（Bithynia）は、歴史的地名で、古代にはビテュニア王国（ビテュニアおうこく）、共和政ローマの時代に属州（ビテュニア属州（ビテュニアぞくしゅう））が存在した。小アジアの北西にあたり、マルマラ海、トラキア、ボスポラス海峡および黒海に接する。

## 地勢
ビテュニアの領域の多くは山と森林で占められ、谷間や沿岸地帯には大変肥沃な土地もあった。最高峰は通称ミュシアのオリンポス（標高2,543メートル、現ウル・ダー、ウル山）と呼ばれる、ブルサにそびえる山があり、113キロメートル離れたイスタンブールからも見ることができる。この山頂は、一年中のほとんどの季節で雪に覆われている。当時のプロポンティス海（現マルマラ海）沿岸は肥沃な地域で、ニコメディア（現イズミット）、カルケドン、キオス（現ゲムリク）、アパメアなど大きな都市があった。キリスト教のニカイア信条が定められたことで有名なニカイア（現イズニク）も、ビテュニアの1都市である。

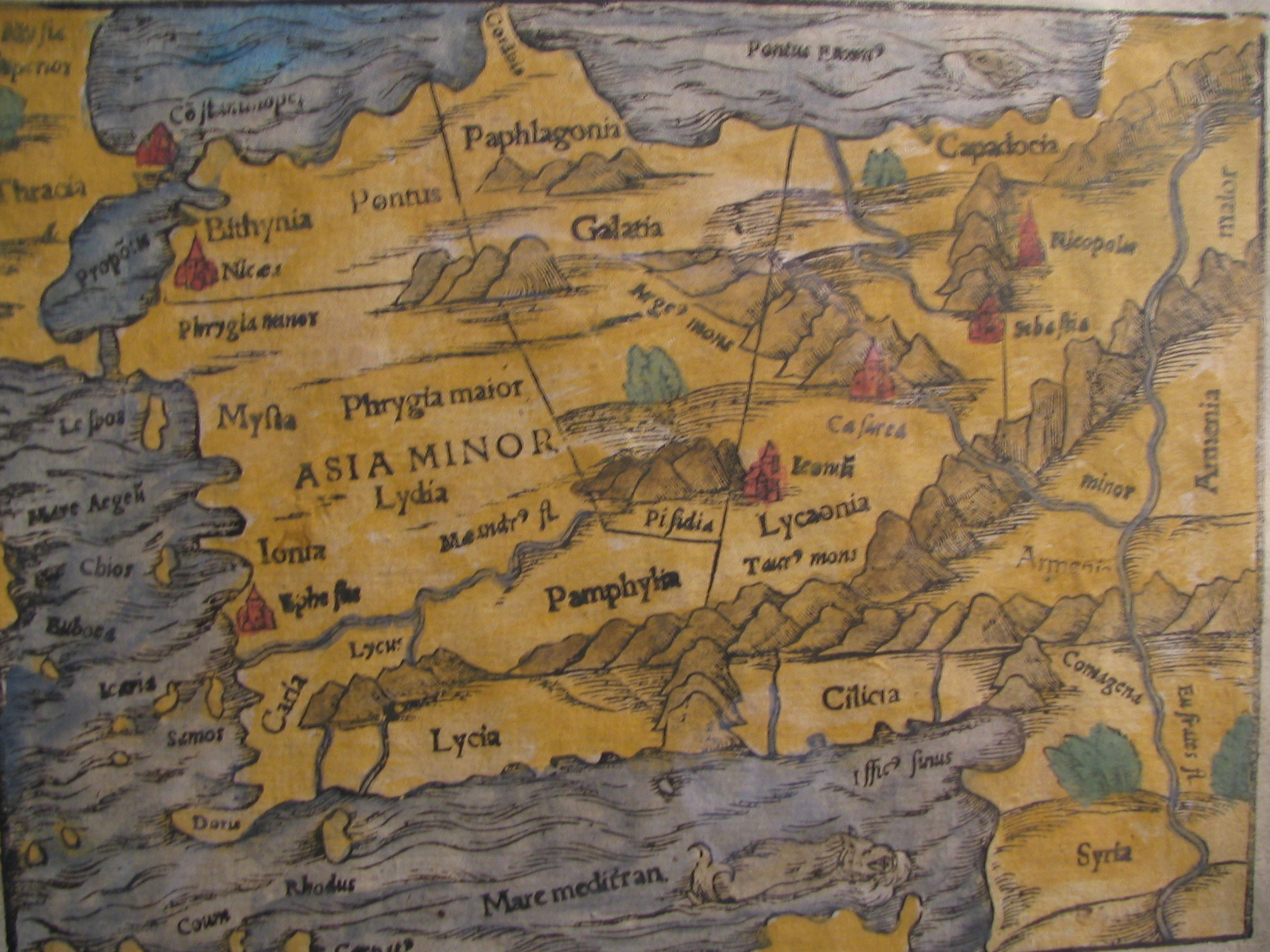
ビテュニアの位置を示す15世紀の地図

ビテュニアの東はパフラゴニア と接していた。国境の位置は、古代ローマの歴史家ストラボンによるとサンガリウス川（現サカリヤ川）とされるが、そうではなくて、パルセニウス川（現バルトゥン川）だという考えがより一般的である。南側は、フリギア、エピクテトス、ガラティアと隣接していた。西部は丘陵地で森林に覆われており、ボスポラス海峡まで広がる。南西の国境はリンダクス川で、ミュシアと接していた。西海岸には2つの深い入り江があった。ひとつは黒海に近い北側のイズミット湾で、黒海とは幅40キロメートルほどの地峡を挟んでおり、内陸に65〜80キロメートル入り込んでニコメディア（現イズミット）に達している。もうひとつはムダンヤ湾で、深さ40キロメートルでキオスに達しており、キオスから谷を遡るとニカイア（現イズニク）があるイズニク湖まで行くことができた。
主要河川としては、南から北に流れるサンガリウス川、リンダクス川、およびビラエウス川がある。ビラエウス川は150キロメートル以上の長さがあり、海から80キロメートル離れたアラダグを起点とし、ビシニオン・クラウディオポリス（現ボル）を通り、 ヘラクレア・ポンティカ（現カラデニズ・エレーリ）から北東に60キロメートル余り離れた古代ティウムに近いところで黒海に注ぎ込む。東の国境となるパルセニウス川は、これらに比べるとかなり小さい川だった。
黒海につながる谷間はオレンジをはじめあらゆる種類の果物に富み、サンガリウス盆地や、ブルサとニカイア周辺の平野は肥沃でよく開墾されていた。大規模な桑畑があって、ブルサではそれを元に養蚕して多くの絹を製造しており、それが伝統的に珍重されていた。

## 歴史
古代の著述家達（ヘロドトス 、クセノポン、ストラボン）によると、トラキア人が移住してビテュニア人となった。同じトラキア人を祖先とするビテュニ族とティニ族が同時期に小アジアに移住して隣り合った領域を占領し、それまで住んでいたミシュア人、カウコネス人や他の小部族を追放したり征服したようである（ティニ族については良く検証されている）。先住部族としては北東部のマリアンディニ人だけが残ったようだ。ティニ族とビテュニ族の勢力は、ヘロドトスによると横並びだったされているが、後にビテュニ族の名が当地の地名になったことを考えると、ビテュニ族が勢力を広げたのだろう。彼らは、クロイソス王によってリディア王国に組み込まれ、後にリディア王国ごとアケメネス朝ペルシアに支配されるようになった（紀元前546年）。ペルシア支配下においては、ヘレスポントス海峡とボスポラス海峡までの国々はフリギアの総督（サトラップ）が統括した。
バス王の時代にビテュニアは独立を果たし、バス王とその息子ジポイテス1世は、マケドニア王国のアレクサンドロス3世（大王）による遠征に対しても独立を維持したらしい。ジポイテス1世は紀元前297年に王の称号（バシレウス）を名乗った。ジポイテス王の継承者となった息子がニコメデス1世（在位紀元前278年頃-紀元前255年頃）で、彼はニコメディアを築いた。ニコメディアはすぐに繁栄した都になった。ニコメデス1世の後、プルシアス1世、プルシアス2世、そしてニコメデス2世（紀元前149年-紀元前91年）の時代、ビテュニア王国はアナトリア半島の小王国の中ではかなり力を持つ王国として存在した（プルシアス1世の在位中にはローマから追われる身となったハンニバルを匿ったりもしている）。しかし、最後の王ニコメデス4世はポントス王ミトリダテス6世に敗れた。後にローマの力を借りてビテュニア王国を再興したものの、ニコメデス4世は死と共にビテュニアをローマに遺贈した（紀元前74年)｡
ローマの支配に入ってからのビテュニア属州の境界はときによって変更されたが、隣り合うポントスと合わせて一つの属州とされていることが多かった。110年頃トラヤヌス帝の時代に小プリニウスがビテュニア属州の総督となったが、トラヤヌス帝との往復書簡を含む書簡集10巻はローマ帝国の属州行政を伝える貴重な資料となっている。東ローマ帝国の時代になるとビテュニア属州は再びサカリヤ川を境に2つに分割され、ビテュニアの名は西側の属州名として残った。
ビテュニア属州は、北方のドナウ川国境と南東のユーフラテス川国境の中間という戦略上重要な場所に位置し、重要な街道も通っていたことから、ローマ帝国の中で大切な役割を担うことがあった。軍団はしばしばニコメディアで越冬した。
最も重要な都市は、アレクサンドロス大王以後に築かれたニコメディアとニカイアで、どちらが州都だったのかは議論が分かれている。それよりずいぶん古い時代に、ギリシア人は、ボスポラス海峡の入口近くのコンスタンティノープルの対岸にあたる位置にキオス、カルケドンなどの入植地を築き、ボスポラス海峡から200kmほど東にあたる黒海沿岸にヘラクレア・ポンティカを築いた。これらの都市は商業が盛んとなった。この他、イズミットやスクタリ（現ユスキュダル）などは今日まで重要な都市として続いている。

## ビテュニア王国歴代君主
1. ジポイテス1世（Zipoites I） 　紀元前328年 - 紀元前279年
2. ニコメデス1世（Nicomedes I）　 紀元前279年 - 紀元前255年
3. ジポイテス2世（Zipoites II） 　紀元前279年 - 紀元前276年
4. エタゼタ（Etazeta） 　紀元前255年
5. ジアエラス（Ziaelas） 　紀元前255年 - 紀元前228年
6. プルシアス1世（Prusias I）　 紀元前228 - 紀元前185年
7. プルシアス2世（Prusias II） 　紀元前185 - 紀元前149年
8. ニコメデス2世（Nicomedes II） 　紀元前149 - 紀元前128年
9. ニコメデス3世（Nicomedes III）　 紀元前128 - 紀元前94年
10. ニコメデス4世（Nicomedes IV） 　紀元前94 - 紀元前74年

## 参考資料
- この記事にはアメリカ合衆国内で著作権が消滅した次の百科事典本文を含む: Chisholm, Hugh, ed. (1911). “Bithynia”. Encyclopædia Britannica (英語). Vol. 4 (11th ed.). Cambridge University Press. pp. 12–13.